# Перегудов, Егор Михайлович
Егор Михайлович Перегудов (род. 1 июня 1983, Москва) — российский театральный режиссёр, театральный педагог, переводчик. Лауреат Международной премии Станиславского в номинации «Перспектива», обладатель премии «Хрустальная Турандот». Художественный руководитель Театра имени Владимира Маяковского.

## Биография
Родился в Москве, окончил школу № 1249 с углублённым изучением немецкого языка.
В 2005 году окончил с красным дипломом МГЛУ имени Мориса Тереза по специальности синхронный перевод (немецкий и английский языки). Занимался синхронным переводом на высоком уровне и для коммерческих компаний.
В 2010 году окончил режиссёрский факультет ГИТИСа, мастерскую С. В. Женовача. За время учёбы поставил в Учебном театре ГИТИСа спектакли «Лев Толстой. Сцены. Анна Каренина», «Макбет» Уильяма Шекспира. По окончании учёбы он поставил свой первый спектакль «Под давлением 1-3» на сцене РАМТа. С 2011 года преподаёт мастерство актёра и режиссуру в мастерской С. В. Женовача.
В 2011 году стал штатным режиссёром театра «Современник», где в период до 2018 года поставил такие спектакли, как «Время женщин», «Горячее сердце», «Загадочное ночное убийство собаки», «Поздняя любовь», «Свадьба». В 2015 году на сцене «Сатирикона» поставил адаптацию повести И.Шмелева «Человек из ресторана», в 2018 году — «Дон Жуана» Мольера.
С 2018 по 2022 год являлся главным режиссёром Российского академического молодёжного театра.
В 2018 году в рамках работы над дипломным спектаклем спектаклем поставил в ГИТИСе инсценировку романа Г. Г. Маркеса «Сто лет одиночества», которая выросла в полноценную постановку «Один день в Макондо» в Студии театрального искусства. За режиссуру этого спектакля Перегудов получил приз Хрустальная Турандот (2019) и премию Союза театральных деятелей «Большой хрустальный гвоздь» (2020).
В феврале 2020 года на сцене РАМТа вышла его новая постановка по пьесе У.Шекспира «Ромео и Джульетта». В декабре 2020 года в МХТ им. Чехова состоялась премьера «Месяца в деревне» по пьесе И. С. Тургенева. В мае 2021 года на Большой сцене РАМТа открылся спектакль «Сны моего отца» по мотивам рассказов Романа Михайлова. В рамках программы по празднованию 100-летнего юбилея РАМТа в сотрудничестве с оркестром «Персимфанс» Егор Перегудов поставил в едином проекте симфонические сказки «Володя-музыкант» Л.Половинкина и «Петя и Волк» С.Прокофьева, что совпавло также с 85-летием постановки сказки Прокофьева на сцене предшественника РАМТа Центрального детского театра.
В марте 2022 года в МХТ имени Чехова состоялась премьера спектакля «Сирано де Бержерак», в котором Егор Перегудов переосмыслил текст Эдмона Ростана, сократил изначальное количество персонажей и ввёл в канву постановки «внутренний мир Сирано». В июне 2022 года на сцене театра Мастерская Петра Фоменко состоялась премьера спектакля «Опасные связи» по роману П. Шодерло де Лакло.
Егор Перегудов перевел для Театра им. Пушкина пьесы Б. Брехта «Добрый человек из Сезуана» и «Барабаны в ночи», а также сделал перевод и адаптацию пьесы Л.Хольберга «Йеппе с горы» для Московского театра Олега Табакова.
В мае 2022 года назначен художественным руководителем Театра имени Владимира Маяковского.

## Постановки
РАМТ
- 2009 — «Под давлением 1-3» Роланда Шиммельпфеннига[6]
- 2012 — «Скупой» Жан-Батиста Мольера[17]
- 2020 — «Ромео и Джульетта» Уильяма Шекспира[18]
- 2021 — «Сны моего отца» по рассказам Р.Михайлова
- 2021 — «Петя, волк и Володя-музыкант» по симфонической сказке С. Прокофьева, совместно с реж. Петром Айду

Современник
- 2011 — «Время женщин»[19] по роману Елены Чижовой[20]
- 2013 — «Горячее сердце» по пьесе А. Н. Островского[21]
- 2015 — «Загадочное ночное убийство собаки» пьеса Саймона Стивенса по одноименному роману Марка Хэддона[22]
- 2016 — «Поздняя любовь» по пьесе А. Н. Островского[23]
- 2018 — «Свадьба» по произведениям М. Зощенко, Б. Брехта, И. Ильфа и Е. Петрова, А. П. Чехова и М. Жванецкого

Театр имени Маяковского
- 2023 — «Любовь по Маркесу» (Театр им. Маяковского)
- 2023 — «Лес» А.Островского
- 2024 — «Багдадский вор и чёрная магия» (авторы Юрий Энтин и Давид Тухманов)[24]
- 2025 — «Онегин» по роману А.С.Пушкина[25]

Другие театры:
- 2010 — «Санитарная норма» Семена Кирова (творческая лаборатория «Класс молодой режиссуры»)
- 2013 — «Поселок» по роману Уильяма Фолкнера (ГИТИС)[26]
- 2015 — «Человек из ресторана» по повести Ивана Шмелева (Сатирикон)[27]
- 2018 — «Дон Жуан» Жан-Батиста Мольера (Сатирикон)[28]
- 2019 — «Один день в Макондо» по роману Габриэля Гарсиа Маркеса «Сто лет одиночества» (СТИ)[26]
- 2020 — «Месяц в деревне» И. С. Тургенева (МХТ им. Чехова)
- 2022 — «Сирано де Бержерак» Эдмона Ростана (МХТ им. Чехова)
- 2022 — «Опасные связи» Шодерло де Лакло (Мастерская Петра Фоменко)
- 2023 — «Любовь по Маркесу» (Театр им. Маяковского)
- 2023 — «Лес» (Театр им. Маяковского)

## Премии и награды
- 2010 — премия «Золотой лист» (дипломный спектакль «Лев Толстой. Сцены»)
- 2010 — премия «ЖЖивой театр 2010» в номинации «Лучший режиссёр новой волны»
- 2011 — премия «Гвоздь сезона» (спектакль «Время женщин»)
- 2011 — премия газеты «Московский комсомолец» (спектакль «Время женщин»)[29]
- 2017 — премия газеты «Московский комсомолец» (лучший студенческий спектакль «Сто лет одиночества»)[30].
- 2018 — лауреат премии Международного фонда К. С. Станиславского в номинации «Перспектива»[31]
- 2019 — лауреат премии «Хрустальная Турандот» в номинации «Лучшая режиссура» (спектакль «Один день в Макондо»)
- 2019 — лауреат фестиваля «Уроки режиссуры» в рамках Биеннале театрального искусства в номинации «За дерзость и отвагу в работе с литературным текстом» (спектакль «Один день в Макондо»)
- 2023 — лауреат премии «Хрустальная Турандот» в номинации «Лучшая режиссура» (спектакль «Любовь по Маркесу»)[32]
- 2025 — лауреат театральной премии «Хрустальная Турандот» в номинации «Лучшая режиссура» (спектакль «Евгений Онегин»).